# Plagiognathus verticalis
Plagiognathus verticalis är en insektsart som först beskrevs av Philip Reese Uhler 1894.  Plagiognathus verticalis ingår i släktet Plagiognathus och familjen ängsskinnbaggar. Inga underarter finns listade i Catalogue of Life.